# 江苏省
32°54′N 119°48′E / 32.9°N 119.8°E
江苏省，简称苏，是中华人民共和国东部沿海的一个省份，省会南京。“江苏”之名可追溯至清初设置的江苏布政使司，是当时江宁府（今南京市）和苏州府（今苏州市）两府首字之合称。江苏省北接山东省，东濒黄海，西临安徽省，东南与浙江省与上海市毗邻，地处长江、淮河下游，全省土地面积10.72万平方公里，占全国1.12%。省人民政府駐南京市鼓樓區北京西路68号。
江苏是中国古代文明的发祥地之一，自隋朝开通京杭大运河以来，今江苏一带一直是全国的经济和商业中心之一，文化及教育事业亦相当发达。江苏经济总量自2009年起一直稳居全国第二位，制造业规模居全国首位，也是全国吸引国际资本规模最大的省份，全省13个设区市均跻身全国经济百强市，其中苏州、南京、无锡、常州和南通五市GDP更超过一万亿元人民币，全省人均地区生产总值自2009年起连续15年稳居各省区（除直辖市、特别行政区外）之首。2021年，江苏省人均GDP达到2.13万美元，成为中国大陆首个人均GDP突破2万美元的省区（除直辖市外）。

## 历史
前人类祖先中华曙猿于4500万年前出现在江苏，理论上是最早用两条腿行走的人之一。至少60万年前，江苏就有古代人类存在，第一个非现代人类化石（南京直立人）是在南京汤山发现的。在南京汤山地区也发现了类似的现代人类的年代证据，包括数万年前的石斧，这是迄今为止发现的最古老的工具。

### 上古至战国
上古时代，江苏远离中原文明的中心陕西、河南、山西等，有着异于中原的文化。其中黄淮、江淮地区属东夷中的分支——淮夷文化；苏锡常地区属跨湖桥—马家浜—松泽—良渚—马桥文化；宁镇地区属湖熟文化。

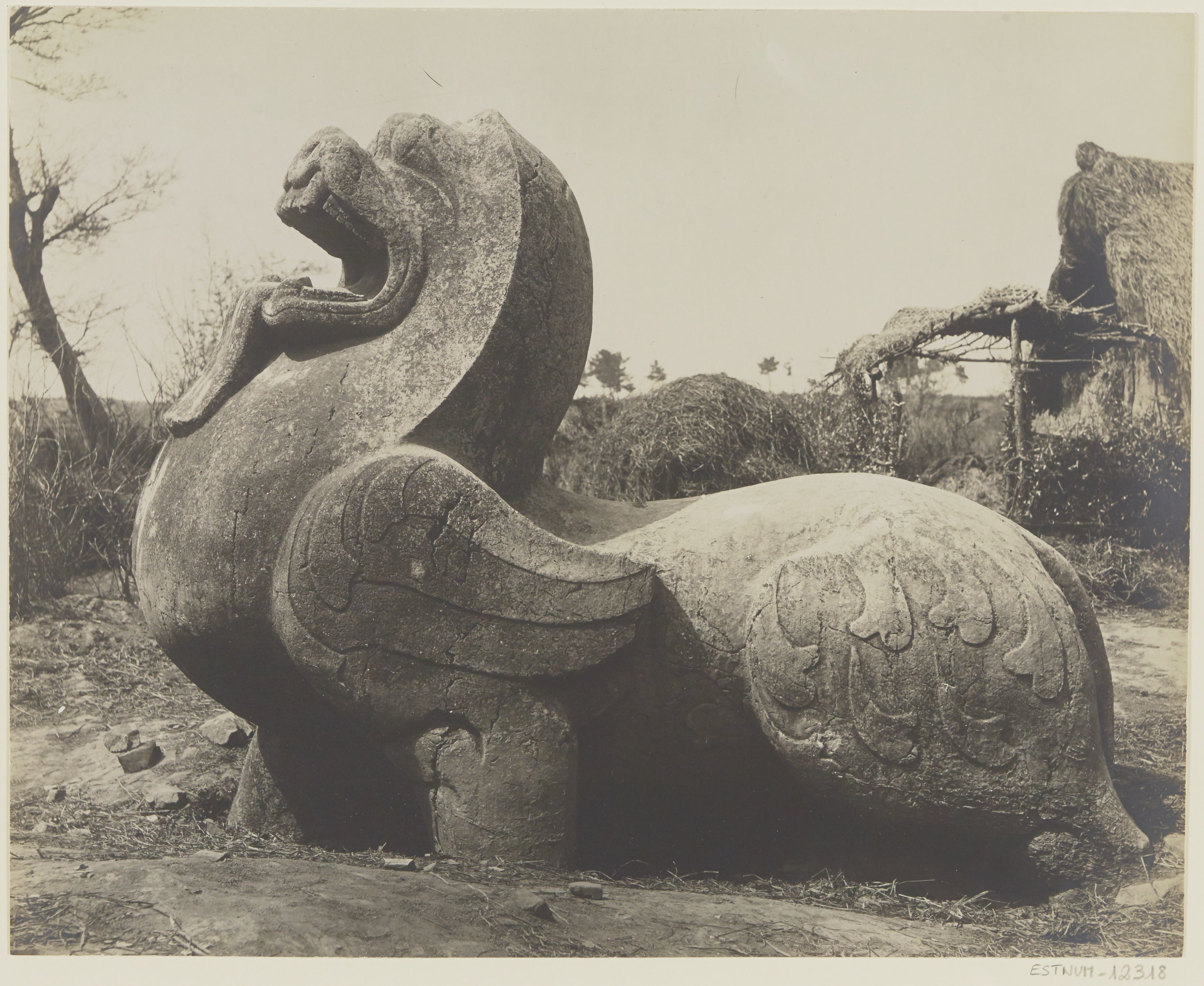
南梁安康成王萧秀墓石刻

中国传说历史中的华夏始祖，五帝之一帝尧，传说出生于“三阿之南”（今江苏淮安市金湖县东南或扬州市高邮市高邮湖区附近）。据《尚书·禹贡》所载，江苏属于九州中的徐州和扬州。
西周时，江苏分属鲁、宋、楚、吴等国，与中原地区的接触增多。
春秋時期，吴国（定都姑苏，今苏州）兴起，吴王阖闾、夫差在孙武和伍子胥的帮助下，西灭楚国，北滅淮夷，南吞越国。前484年，吴军击败北方强国齐国，称霸中原，成为春秋五霸之一。

### 秦、汉
秦代，江苏属九江、会稽、彰、泗水及东海等郡的一部分。秦末，宿迁人项羽和叔父项梁在会稽吴中举兵反秦，不久便召集八千乌程兵，渡过长江，北上中原。前207年，于巨鹿之战中，破釜沉舟、以一当十、九战九捷，歼灭秦军主力。前206年，项羽攻入秦都咸阳，杀秦王子婴、焚秦皇宫、自立西楚霸王，以彭城为都，分封天下。前202年，项羽垓下（今安徽灵璧县）被刘邦率领的汉军围困，最终战败，自刎于乌江（今安徽和县），汉朝建立。
汉代，江苏分属扬州、徐州刺史部。汉初，上患吴会稽之轻惮，封刘濞为吴王，管辖今江苏淮河以南和浙江中北部，后刘濞联合其他诸侯发动七国之乱，失败后，国除。

### 三国至南北朝
三国时期，江苏沿江、江南属于东吴（222年－280年），建业（今南京）是东吴的都城，淮河流域则属魏国，东吴仅能控制江北沿江一带。
从304年开始，西晋因永嘉之乱而灭亡，中原士族衣冠南渡，317年王导辅佐司马睿于建康（今南京）建立东晋王朝。
420年开始，以建康为都城，中国南方先后先后建立四个王朝：宋、齐、梁、陈（南朝），直到589年隋朝统一。
南北朝时期，南朝与北朝的分界线基本与今日江淮官话和中原官话的分界线吻合，即除了徐州之外的江苏地区，基本由南朝控制。

### 隋唐五代

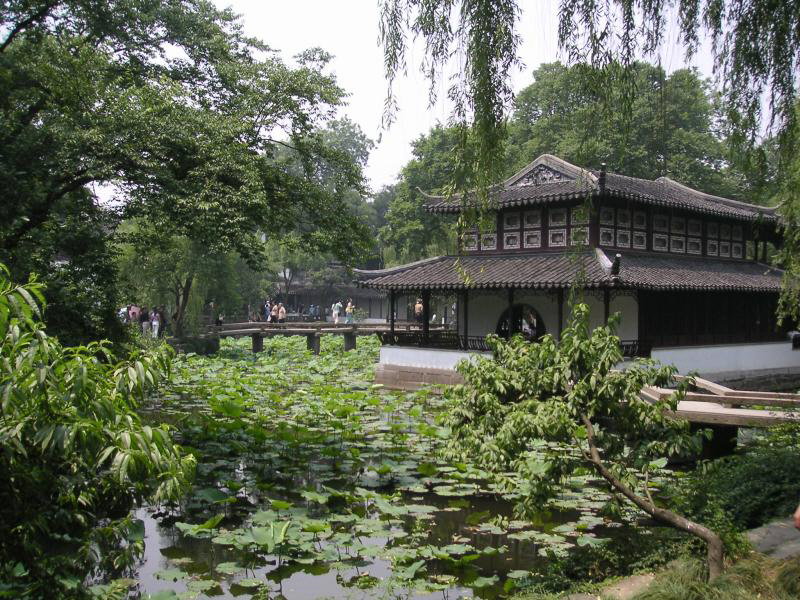
苏州园林

隋文帝开皇元年（581年）隋朝建立，589年平南陈，重新统一南北。隋炀帝时贯通沟通南北的大运河，江都（今扬州）和山阳（今淮安淮安区）因此繁荣起来。
由于处于大运河与长江交界处的枢纽地位，以及对外开放港口的国际化优势，在中唐时，扬州（今扬州）成为中国最繁华的商业城市，时有“扬一益二”之称。唐代，江苏分属江南道、淮南道、河南道：苏州、常州、润州（今镇江市）、升州（今南京市）属江南道；扬州、淮安属淮南道；徐州、泗州属河南道。
唐末动荡之时，892年，杨行密在扬州建立吴国；937年，徐州人李昪代杨吴自立，建立南唐，定都江宁。

### 宋、元
宋朝时，富裕商人阶层和新兴的工商经济得到迅速发展，苏州、扬州等主要城市成为新兴商业中心。今江苏分属江南东路、两浙西路、淮南东路、京东西路：江宁府（今南京） 属江南东路；苏州、常州、润州属两浙西路；扬州、楚州、泰州、海州、泗州、通州、真州属于淮南东路；徐州则屬於京東西路。
1127年后，金朝逐步確立對中国北方的統治。紹興和議后，流经江苏北部的淮河，正式成为金和南宋的边界线。
李全起义之后，海州、泗州等地复归南宋统治。
1276年，元朝攻佔臨安，基本平定江南后，将原来的两浙路与两淮路合并，设立江淮等处行中书省，统两淮（淮南东路，淮南西路）、两浙（两浙西路，两浙西路）地。至元二十一年（1284年），以地理民事非便为由改省治为杭州。至元二十二年（1285年），割江北部分隶河南江北等处行中书省，以原两浙路为主体成立江浙等处行中书省。

### 明
1368年，明朝建立并定都南京。今天整个江苏省，安徽省和上海市的各府和直隶州直属中央，称为直隶。
明太宗永乐十九年1421年，明太宗朱棣迁都北京后，改南直隶。此后南北两京和两直隶并立200多年。
明代是江苏经济文化发展的鼎盛时期：南京是与北京并列的京城；苏州、松江依靠其繁荣的纺织工业继续成为全中国的经济中心，以及工业化和城市化程度最高的地方；大小市镇星罗棋布，地价之高、赋税之重名列全国之首。
同时这一带的文化水准也是全国最高的，产生的状元人数在全国科举考试中长期稳占一个很大的比重，对全国的文化風格和审美观点带来深远的影响；扬州和淮安是京杭大运河上漕运（南方粮食运往京城）和食盐贸易的控制点，名列中国长江以北最繁荣的城市之列。

### 清
清朝顺治二年1645年，清军攻占扬州和南京，俘虏南明弘光帝，随即将南直隶改为江南省。康熙六年（1667年），江南左、右布政使改名为安徽布政使、江苏布政使。乾隆年间，王安国提出南直隶已经分为安徽布政使和江苏布政使，后被采纳，江南省分为安徽省和江苏省正式列入大清会典，史称“江南分省”。清代，江苏省下辖江宁府（今南京市）、苏州府、淮安府、扬州府、镇江府、常州府、松江府（今上海市）、徐州府以及海州直隶州（今连云港市）、通州直隶州（今南通市），其范围大致与现在相同。
江苏巡抚驻扎在苏州，安徽巡抚驻扎在安庆，在南京则设有节制江苏、安徽、江西三省的两江总督。江苏、安徽两省的乡试，则始终共用一个江南贡院（在今南京市）。1780年以前，安徽布政使也长期寄驻在南京，1780年安徽布政使迁安庆后，在南京另设江宁布政使一职，管辖江宁（今南京）、扬州、淮安、徐州四府以及通州（今南通）、海州（今连云港）二直隶州；驻扎苏州的江苏布政使则管辖镇江、常州、苏州、松江（今上海）四府；江苏学政驻常州府江阴县；在淮安府城山阳县（今淮安市淮安区）驻有漕运总督，府城西北15千米处的清江浦（今淮安市清河区）则驻有南河总督（江南河道总督）；两淮盐运使驻扬州府城江都县。光绪三十年（1904年）以江宁府、淮安府、扬州府、徐州府4府和通州、海州2直隶州范围置江淮省后旋即撤裁。
鸦片战争以后，江苏开始受到西方的影响，江苏松江府管辖的上海县按照南京条约被辟为通商口岸，并设立上海公共租界和上海法租界，迅速发展成贸易、金融和国际化的大都会，后来于1927年脱离江苏省成为独立的院辖市。镇江和苏州也设立过规模较小的租界。
晚清时期，江苏南部受到太平天国的重创，强烈影响达十余年之久，苏州的经济中心地位被當時的新興城市上海取代。
1864年7月，曾国藩弟曾国荃率湘军攻破天京后纵火杀掠。中央研究院院士、中央研究院近代史研究所创所所长郭廷以在其所著《近代中国史纲》引赵烈文《能静居日记》记载曾国荃率湘军攻入南京城后的情景：“湘军‘贪掠夺，颇乱伍。中军各勇留营者皆去搜括’，……‘沿街死尸十之九皆老者。其幼孩未满二、三岁者亦被戳以为戏，匍匐道上。妇女四十岁以下者一人俱无（均被虏），老者负伤或十余刀，数十刀，哀号之声达于四方。’凡此均为曾国荃幕友赵烈文目睹所记，总计死者约二、三十万人（死亡人数有争议）。”

### 中华民国
1911年辛亥革命爆发后，内地十八省纷纷宣布独立，脱离清廷统治。1911年11月5日，江苏巡抚程德全在省城苏州宣布江苏独立，自任江苏都督。中华民国成立于1912年，最初几个月的首都是在南京。在此前不久，新政府废除苏州府。而清廷自乾隆时推行的府、州、厅制，亦在这一两年陆续被新政府废除，全省直接分辖60个县。北洋政府时期，设置金陵道、沪海道、苏常道、淮扬道、徐海道，管理全省的县。1916年袁世凯死后全国陷入军阀割据状态。北伐战争前夕，占据此地是直系军阀孙传芳。这一时期，江苏的民族工商业迅速崛起，无锡、南通和常州的纺织工业获得较大发展。

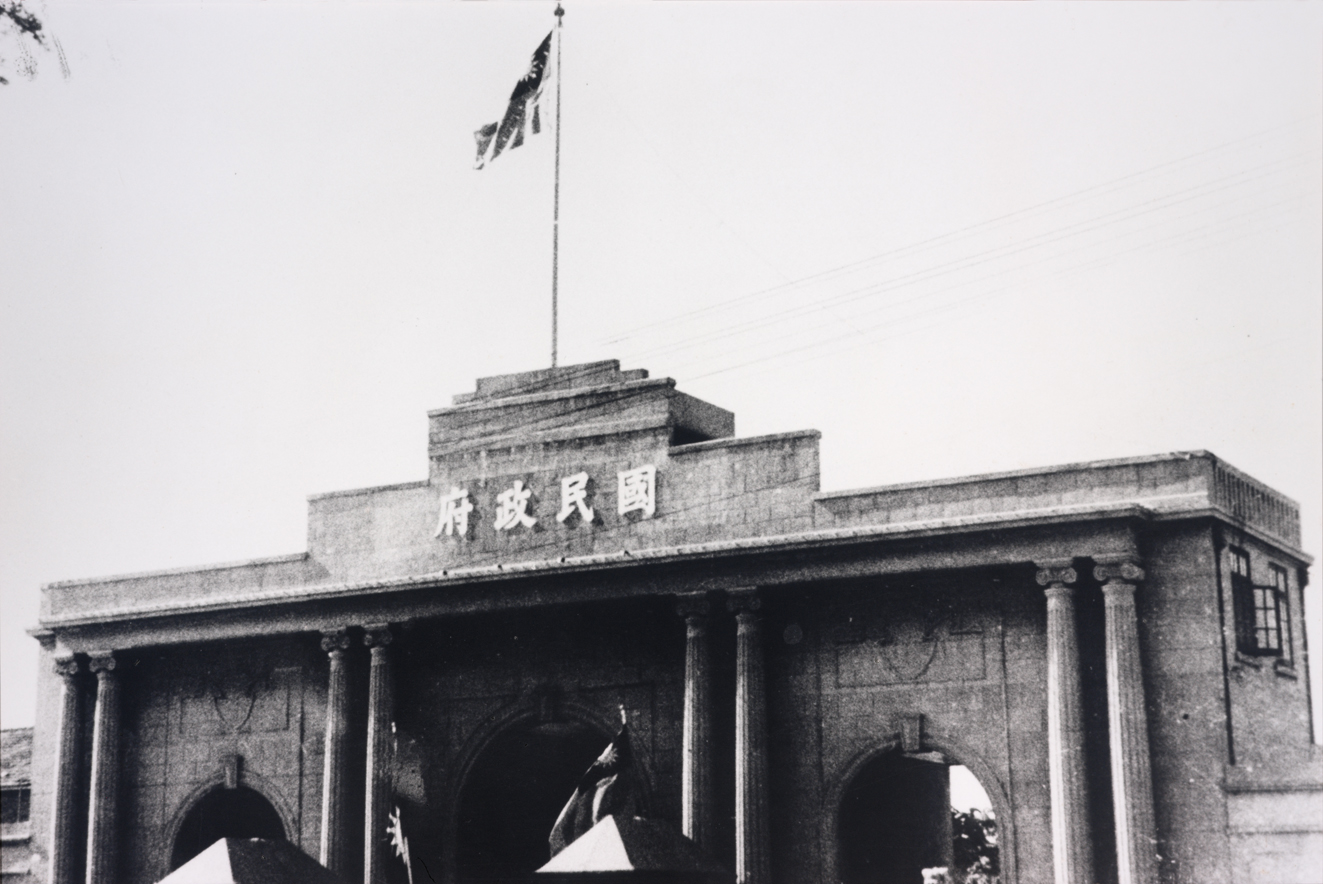
國民政府，现南京总统府大門

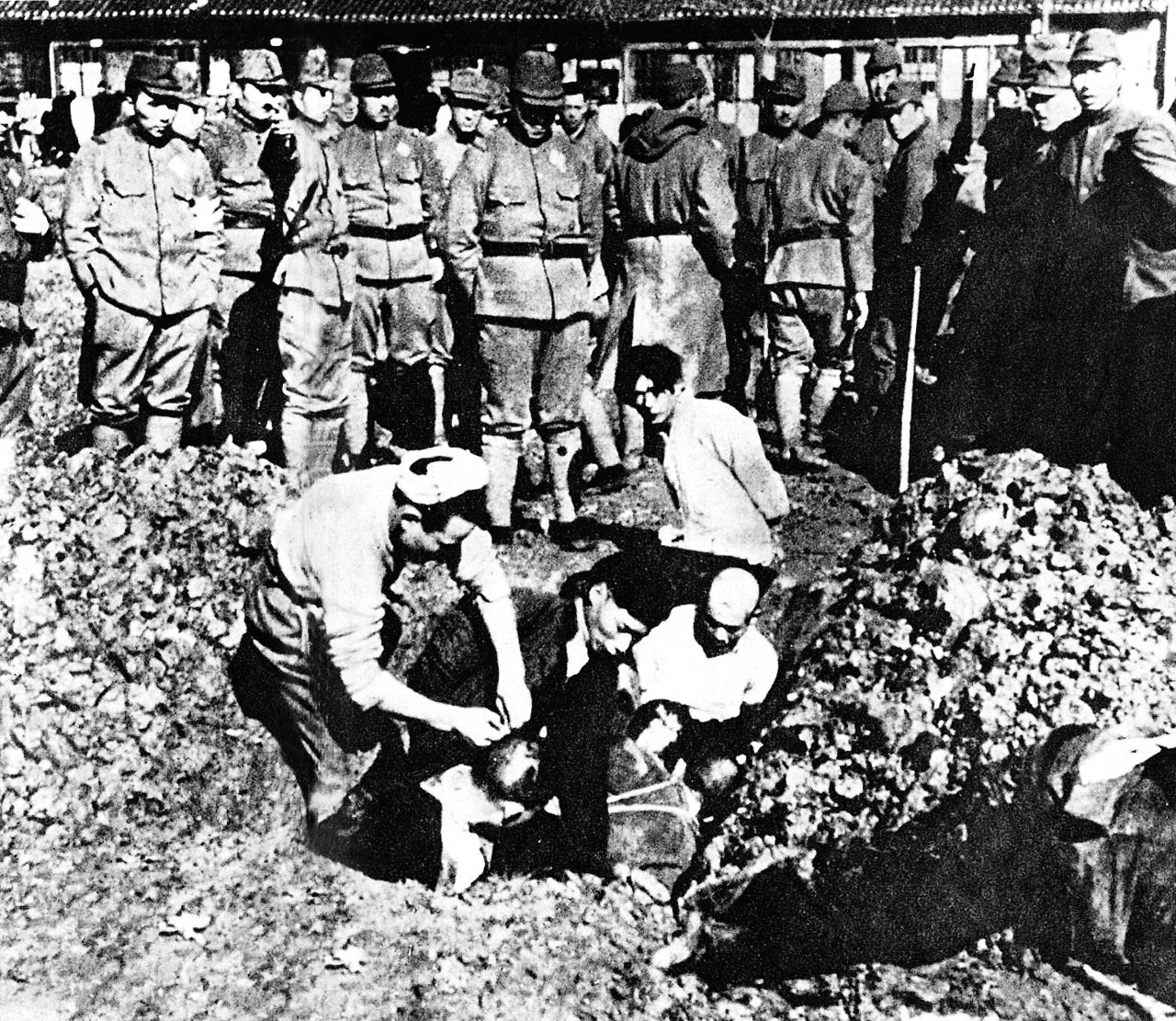
1937年南京大屠殺中，日軍強硬將中國平民押進坑中準備集體活埋

1927年4月，蒋介石在南京另立国民政府，并在10年之内统一中国，同时进行一些现代化建设，包括修建早期的公路网。1927年，析置江苏省江宁县设立南京特别市，析置江苏省上海县和宝山县设立上海特別市。同年，国民政府改組江苏省政务委员会为江苏省政府。1928年国民政府正式定都南京后，进行大规模的首都建设，1929年，江苏省省会则迁往镇江縣。
1937年全面爆发的抗日战争中断蒋的黄金时代。日军的狂轰滥炸使得沪宁铁路沿线的镇江、武进（今常州市）、无锡、吴县（今苏州市）等城市都受到不同程度的破坏。12月13日，日军攻陷南京，随后进行持续3个月之久残酷的南京大屠杀，造成约30万人遇难。江苏省政府从镇江临时迁往江苏中心的淮阴县，1939年再度迁往里下河水网中心的兴化县。此后到1945年战争结束，南京是中国东部沦陷区汪精卫政權的首都。汪精卫政府将其江苏省政府迁往吴县；1944年，还曾经在江苏北部以徐州为中心建立淮海省。抗战期间，新四军主力进入苏北，控制部分农村地区，建立苏北抗日根据地，部设于盐城县。中共政权还建有苏中、苏南两个抗日根据地。
战后，中央政府从重庆市还都南京市，而中国共产党一度控制部分苏北地区，以淮阴县为苏皖边区政府所在地。不久，国民政府与已经在东北与华北立足的共产党之间爆发第二次国共内战，共产党撤退。其中1948年底在徐州附近一带进行的淮海战役导致中华民国国军的败退。1949年4月，中国人民解放军渡过长江，攻占南京。

### 中华人民共和国
中华人民共和国成立之初，全省分属苏南行政区、苏北行政区和南京直辖市。到1950年时，三个行政区政府机构皆属华东军政委员会。1952年11月15日，中央人民政府委员会通过《关于调整省、区建制的决议》，新设江苏省人民政府，驻地南京。两个行政区和南京直辖市的辖区由此合并为新的江苏省辖区。南京直辖市降为省辖市。
1953年1月1日，江苏省人民政府正式成立时，新的江苏省下辖南京、无锡、徐州、常州、苏州、南通6个省辖市，徐州、淮阴、盐城、扬州、镇江、苏州、松江、南通8个专区。全省共计七十七个县级行政区，另有太湖行政办事处、淮北盐区。1958年，松江专区撤销，其全部辖县划给上海市。
1983年，中華人民共和国实行市管县体制，同年首先在江苏省试点，江苏省设立11个地级市，分别为南京市、无锡市、徐州市、常州市、苏州市、南通市、连云港市、淮阴市、盐城市、扬州市、镇江市。
1980年代初，江苏南部以乡镇企业著称，即苏南模式，苏南延续成为当时中国最富裕、发达的地区。但邓小平的经济改革起初的热点集中在南部海岸的广东省，其经济水平在1989年超越江苏，江苏经济在80年代末90年代初发展几乎陷于停滞。
1990年代初，以上海为中心的长江三角洲地区发展迅猛，与上海联系紧密的两个江苏南部城市苏州和无锡也乘其东风，国内生产总值、人均收入和入驻的世界500强企业均超过省会南京。同一时期，外资大量涌入苏南，与前期的乡镇企业经济支撑起苏州和无锡及其下辖县经济。
1996年，扬州、泰州分设，撤县级泰州市，设地级泰州市；淮阴（今淮安）、宿迁分设，撤县级宿迁市，设地级宿迁市。2001年，淮阴市更名为淮安市。
21世纪，苏州的张家港、常熟、昆山和吴江，无锡的江阴、宜兴，常州的武进占据全国百强县前十名的七个席位。相较于此，南京市区的综合实力更为突出，为江苏省内最高。

## 自然地理
江苏省位于中国大陆东部，介于东经116°18′ -  121°57′，北纬30°45′ -  35°20′之间，地跨长江、淮河南北，东邻黄海，东南同上海市接壤，南邻浙江省，西邻安徽省，北邻山东省 。

### 地形

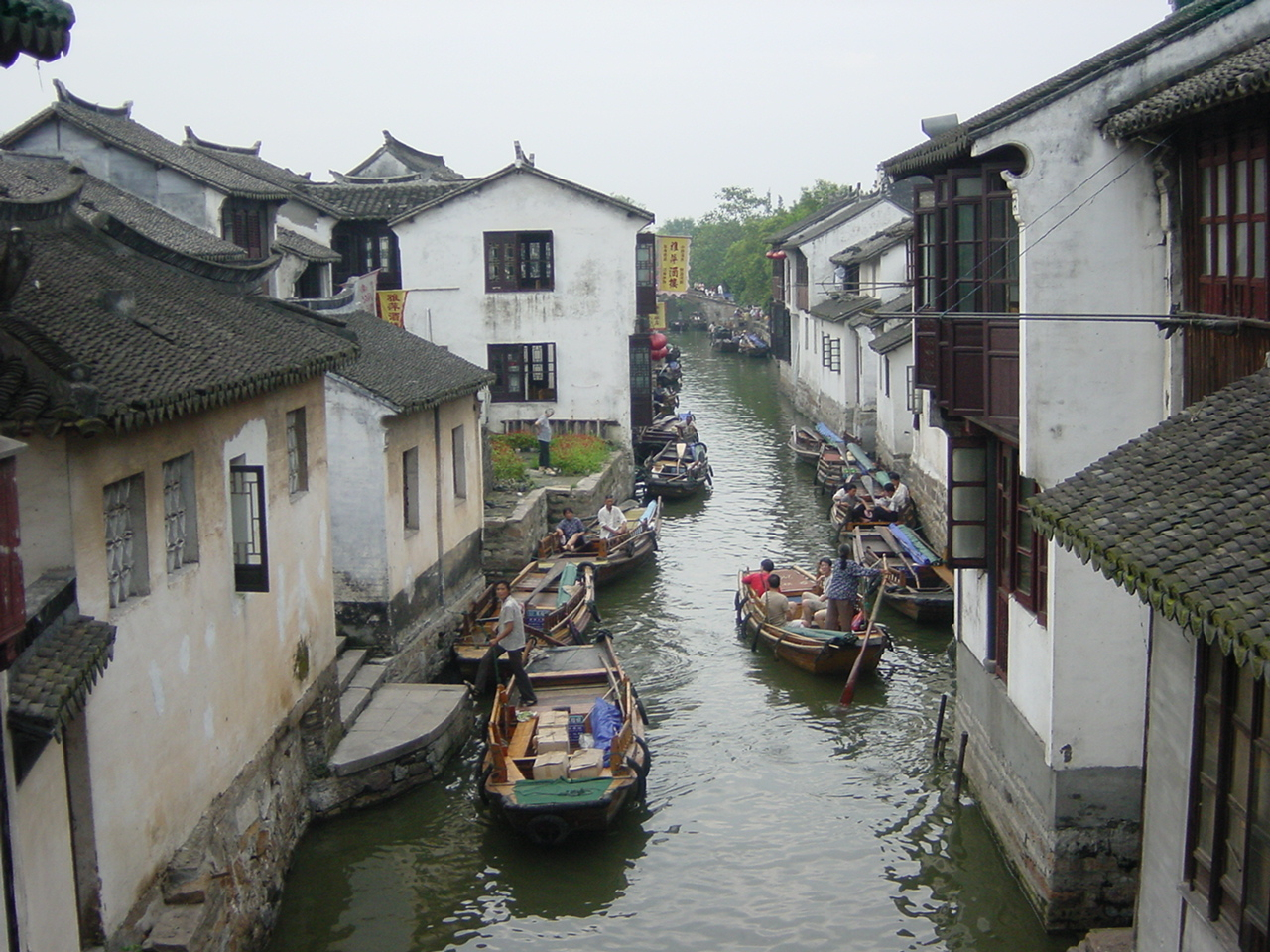
昆山周庄镇

江苏省基本上由长江和淮河下游的大片冲积平原组成。全省的地势总体上相当低平，是中国地势最为低平的一个省份 。 江苏省的平原面积7万平方公里左右，占全省面积的69%，主要包括长江下游两岸的太湖平原、高沙土平原（均属于长江三角洲）和江淮之间的里下河平原、淮北地区的黄淮平原以及东部滨海平原，这些平原之间连为一片。
与大片辽阔的平原形成鲜明对照，丘陵和低山仅仅孤立地散落于江苏省的西南部的南京、镇江、盱眙、东北角的连云港附近以及太湖附近，低山和丘陵岗地占14.3%，水面占16.8%。
连云港境内的花果山玉女峰为全省最高点，海拔624.4米 。

### 水系
江苏省境内另一个显著的特征是全省大部分地区水系相当发达，水面面积达1.73万平方公里，水面所占比例之大，在全国各省中居首位。其中尤其以长江以南的太湖平原和江淮之间的里下河平原最显著，大大小小的河流形成蛛网状，分布极为稠密，为大面积的水网密集地带。

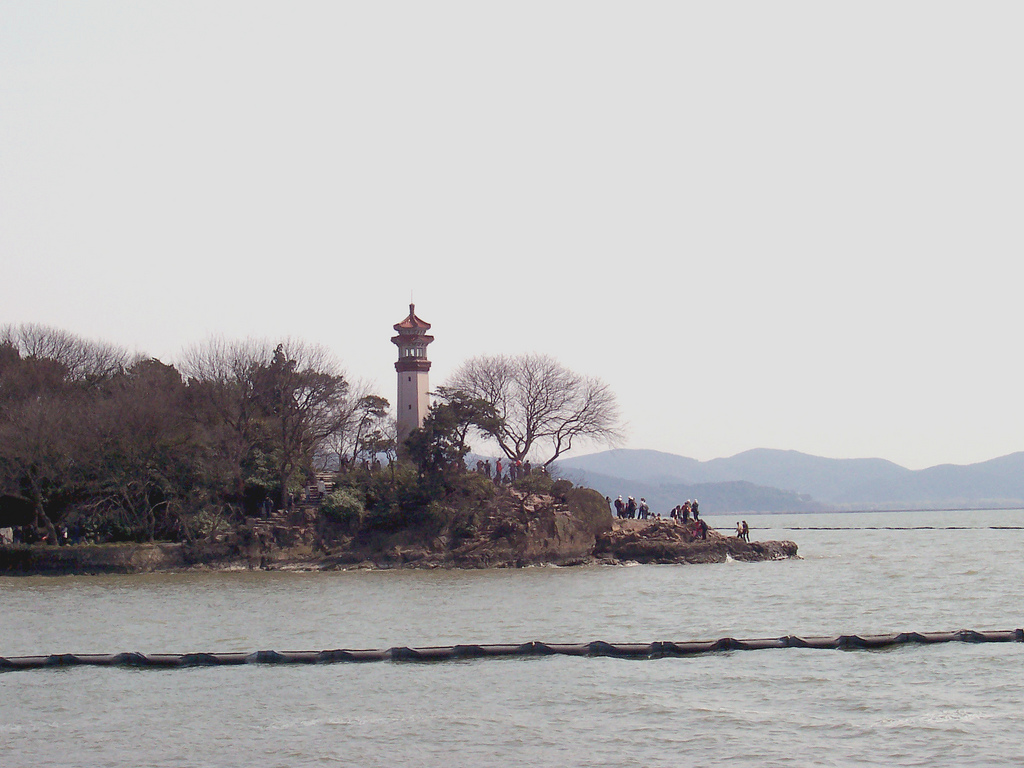
无锡鼋头渚

长江是江苏省最大的河流，呈东西向横穿江苏省，省境内长度400多公里，将江苏省分割为南北两部分。在江苏省境内，长江的支流有江苏省西南部的秦淮河，在南京市汇入长江。
淮河在历史上曾经流过江苏省中北部，注入黄海，不过，由于1194年以后黄河夺取淮河河道入海、壅塞河道，在1855年黄河再度北注渤海后，淮河已无法经由原道入海，而是主要由洪泽湖、高邮湖、京杭大运河注入长江。
除了天然河流以外，江苏省的人工河道也极为众多。其中京杭大运河纵贯南北达690公里，江苏省有8座地级市均位于京杭大运河沿线，占全部地级市数量（13个）的60%以上，孕育苏州、无锡、常州、镇江、扬州、高邮、淮安、徐州八座中国历史文化名城。此外，江苏省现今仍在发挥作用的著名的人工河道有苏北灌溉总渠、通扬运河等。
江苏省也是中国淡水湖泊最为集中的省份之一，有大小湖泊290多个，全省湖泊总面积达到6853平方公里，湖泊率为6%，居全国之首。其中面积超过1000平方公里的湖泊有太湖和洪泽湖，分别名列中国五大淡水湖的第三和第四位；面积在100—1000平方公里的有高邮湖、骆马湖、石臼湖、滆湖、白马湖和阳澄湖；面积在50—100平方公里的有长荡湖、邵伯湖、淀山湖、固城湖。这些湖泊不仅是重要的水源地和各种水产品的产地，拥有重要的航运价值，对于地势低洼的江苏省，在调蓄洪水方面也起到重要的作用。

### 气候
江苏省地理上跨越中国南北，气候、植被也同样同时具有南方和北方的特征。地处亚热带向暖温带过渡区，气候温和，雨量适中，四季气候分明。淮河、苏北灌溉总渠以北属于暖温带半湿润季风气候，中、南部属亚热带湿润季风气候 。淮河以南的10个城市每年初夏时节均有持续1个月左右的梅雨季，梅雨季节的降水量是淮河以南地区年降水量的一半以上。淮河以北地区则没有显著梅雨季。2008年，全省年平均气温为15.5℃，自北向南递增；由于淮河以南地区连续近一个月的历史罕见持续暴雪冰冻天气，全年气温为2000年来第二低值。其中春季、秋季气温偏高。年降水量时空分布不均，变化起伏大。年平均降水量为782一1150毫米，由东南向西北递减，南部多于北部，沿海多于内陆，淮北内陆地区的徐州和宿迁低于800毫米。主要灾害性天气有雪暴、雷电、寒潮、大雾、台风、暴雨、冰雹、龙卷风、干旱等。据不完全统计，2008年全年因气象灾害死亡85人，农田损失面积1318831公顷，直接经济损失35.66亿元 。

### 资源
保有储量居全国前10位的有建材类矿产等多种。淮阴盐场是全国大型盐场之一。有吕四、海州湾等大渔场 。

### 环境问题
2007年，太湖蓝藻污染事件。2009年2月20日，由于自来水水源受到化工污染，盐城市市区大范围断水。盐城市水污染严重，当地出现若干癌症村。在公益人士邓飞根据公开资料制作的《中国癌症村地图》中，江苏除盐城之外还有多个癌症村。2012年南通市批准日本王子製紙排海工程项目，启东市反对排污项目事件爆发。
国家安全生产监督管理总局公布的60个危险化学品安全生产重点县（市、区）名单中江苏占11席。

### 四至及中心
| 方位 | 地点                 | 坐标                                              |
| ---- | -------------------- | ------------------------------------------------- |
| 北   | 连云港市赣榆区柘汪镇 | 35°07′38″N 119°14′17″E / 35.12733°N 119.23807°E   |
| 东   | 南通市启东市寅阳镇   | 31°43′26″N 121°57′32″E / 31.72390°N 121.95880°E   |
| 南   | 苏州市吴江区桃源镇   | 30°45′37″N 120°29′59″E / 30.76027°N 120.49965°E   |
| 西   | 徐州市丰县赵庄镇     | 34°43′12″N 116°21′19″E / 34.72005°N 116.35521°E   |
| 中心 | 淮安市金湖县塔集镇   | 32°56′38″N 119°09′25″E / 32.943800°N 119.157005°E |

## 行政区划

### 历史政区
明代以前，江苏分属不同行政区。
明洪武元年正月，即1368年，明太祖朱元璋建都南京，以今上海市、江苏省、安徽省直属京师，称直隶。明成祖永乐十九年，即1421年改京师为北京，以今北京市、天津市、河北省为直隶，原直隶改稱南直隶。
清顺治二年，即1645年，改原南直隶为江南省、改南京为江宁。
清顺治十八年，即1661年，原江南省一分为二，以原江南省东部为江南左布政使司，包括今江苏省和上海市；原江南省西部为江南右布政使司，相当于今安徽省。
清乾隆二十九年，大清会典正式记录江南省分为江苏省和安徽省，其名取自“江宁府”的“江”和“苏州府”的“苏”。

### 现行政区
江苏省现辖13个地级市，其中省会南京市为副省级市。下分95个县级行政区，包括55个市辖区、21个县级市、19个县；1237个乡级行政单位，包括701镇，16乡，1民族乡，519街道。
- 地级市：南京市、无锡市、徐州市、常州市、苏州市、南通市、连云港市、淮安市、盐城市、扬州市、镇江市、泰州市、宿迁市

| 江苏省行政区划图                                                                             | 江苏省行政区划图 | 江苏省行政区划图 | 江苏省行政区划图  | 江苏省行政区划图        | 江苏省行政区划图 | 江苏省行政区划图 | 江苏省行政区划图 | 江苏省行政区划图 | 江苏省行政区划图 |
| -------------------------------------------------------------------------------------------- | ---------------- | ---------------- | ----------------- | ----------------------- | ---------------- | ---------------- | ---------------- | ---------------- | ---------------- |
| 南京市 无锡市 徐州市 常州市 苏州市 南通市 连云港市 淮安市 盐城市 扬州市 镇江市 泰州市 宿迁市 |                  |                  |                   |                         |                  |                  |                  |                  |                  |
| 区划代码                                                                                     | 区划名称         | 汉语拼音         | 面积 （平方公里） | 常住人口 （2020年普查） | 政府驻地         | 县级行政区划     | 县级行政区划     | 县级行政区划     | 县级行政区划     |
| 区划代码                                                                                     | 区划名称         | 汉语拼音         | 面积 （平方公里） | 常住人口 （2020年普查） | 政府驻地         | 市辖区           | 县级市           | 县               |                  |
| 320000                                                                                       | 江苏省           | Jiāngsū Shěng    | 107,217.44        | 84,748,016              | 南京市           | 55               | 21               | 19               |                  |
| — 副省级市 —                                                                                 |                  |                  |                   |                         |                  |                  |                  |                  |                  |
| 320100                                                                                       | 南京市           | Nánjīng Shì      | 6,587.02          | 9,314,685               | 玄武区           | 11               |                  |                  |                  |
| — 地级市 —                                                                                   |                  |                  |                   |                         |                  |                  |                  |                  |                  |
| 320200                                                                                       | 无锡市           | Wúxī Shì         | 4,627.46          | 7,462,135               | 滨湖区           | 5                | 2                |                  |                  |
| 320300                                                                                       | 徐州市           | Xúzhōu Shì       | 11,764.88         | 9,083,790               | 云龙区           | 5                | 2                | 3                |                  |
| 320400                                                                                       | 常州市           | Chángzhōu Shì    | 4,372.15          | 5,278,121               | 新北区           | 5                | 1                |                  |                  |
| 320500                                                                                       | 苏州市           | Sūzhōu Shì       | 8,657.32          | 12,748,262              | 姑苏区           | 5                | 4                |                  |                  |
| 320600                                                                                       | 南通市           | Nántōng Shì      | 10,549.25         | 7,726,635               | 崇川区           | 3                | 3                | 1                |                  |
| 320700                                                                                       | 连云港市         | Liányúngǎng Shì  | 7,615.29          | 4,599,360               | 海州区           | 3                |                  | 3                |                  |
| 320800                                                                                       | 淮安市           | Huái'ān Shì      | 10,029.54         | 4,556,230               | 清江浦区         | 4                |                  | 3                |                  |
| 320900                                                                                       | 盐城市           | Yánchéng Shì     | 16,931.29         | 6,709,629               | 亭湖区           | 3                | 1                | 5                |                  |
| 321000                                                                                       | 扬州市           | Yángzhōu Shì     | 6,591.21          | 4,559,797               | 邗江区           | 3                | 2                | 1                |                  |
| 321100                                                                                       | 镇江市           | Zhènjiāng Shì    | 3,840.32          | 3,210,418               | 润州区           | 3                | 3                |                  |                  |
| 321200                                                                                       | 泰州市           | Tàizhōu Shì      | 5,787.36          | 4,512,762               | 海陵区           | 3                | 3                |                  |                  |
| 321300                                                                                       | 宿迁市           | Sùqiān Shì       | 8,524.29          | 4,986,192               | 宿城区           | 2                |                  | 3                |                  |

## 人口
2010年第六次全国人口普查结果显示，江苏省常住人口总数78,659,903人，人口密度位居各省之首。
- 其中城镇人口4,767.6万，城市化率为60.6%；
- 由于计划生育推行较为成功，65岁及以上人口为8,567,807人，占10.89%，人口老龄化日益加剧；
- 全省常住人口中，具有大专以上文化程度的人口为8,506,817人，每10万人中具有大专以上文化程度人口为10,815人，位居全国前列。

2020年，根據第七次全国人口普查結果顯示：江苏省常住人口为84748016人，与2010年江苏省第六次全国人口普查的78660941人相比，十年共增加6087075人，增长7.74%，年平均增长率为0.75%。
截至2022年，全省常住人口8515.00万。

### 城市

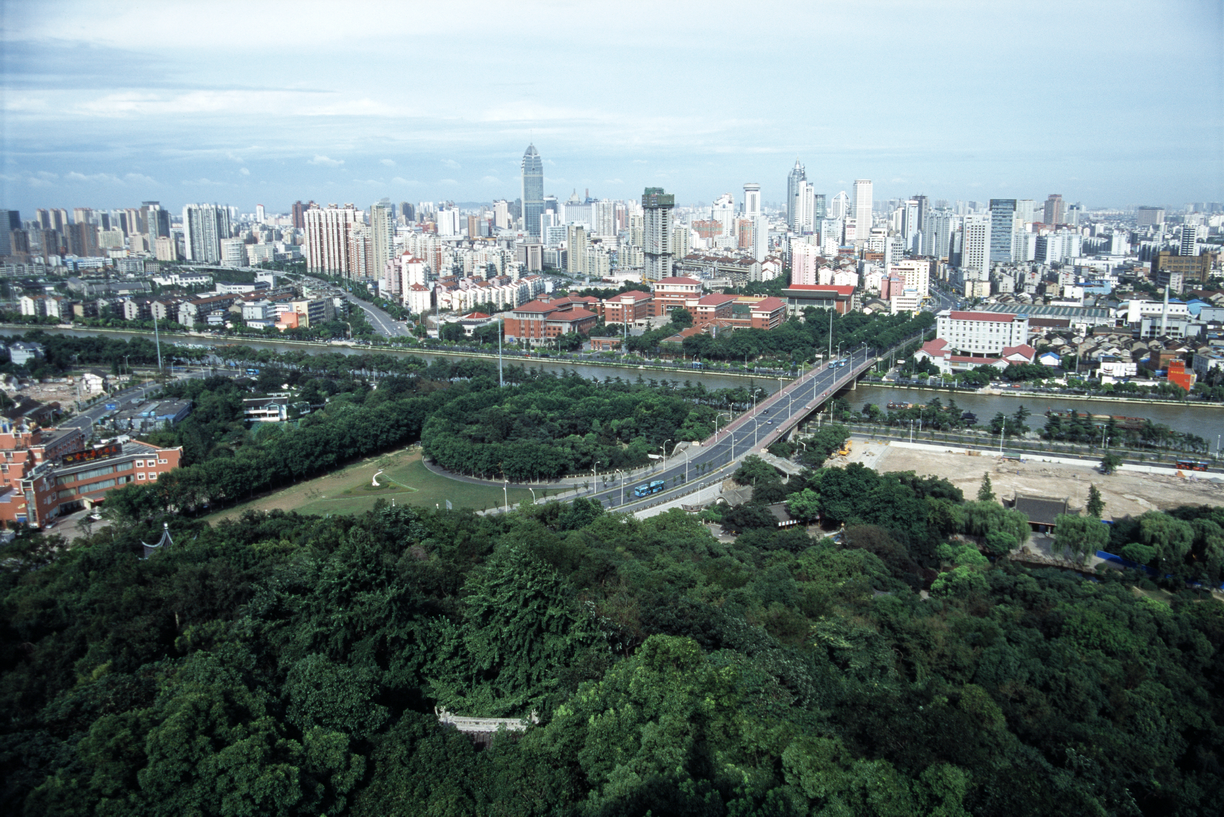
无锡市区

江苏城市的特点是城市规模普遍较大且分布密集，按照2014年国务院印发的《关于调整城市规模划分标准的通知》，目前江苏共有特大城市（城区常住人口500万以上1,000万以下）1座，为南京市；Ⅰ型大城市（城区常住人口300万以上500万以下）2座，为苏州市，无锡市；Ⅱ型大城市（城区常住人口100万以上300万以下）7座，为徐州市、常州市、南通市、淮安市、盐城市、扬州市、连云港市；中等城市（城区常住人口50万以上100万以下）3座，包括泰州市、镇江市、宿迁市。
此外南京、镇江、淮安、扬州四个城市以及安徽的马鞍山、滁州、芜湖、宣城四个城市正在向一体化方向发展，构成南京都市圈。

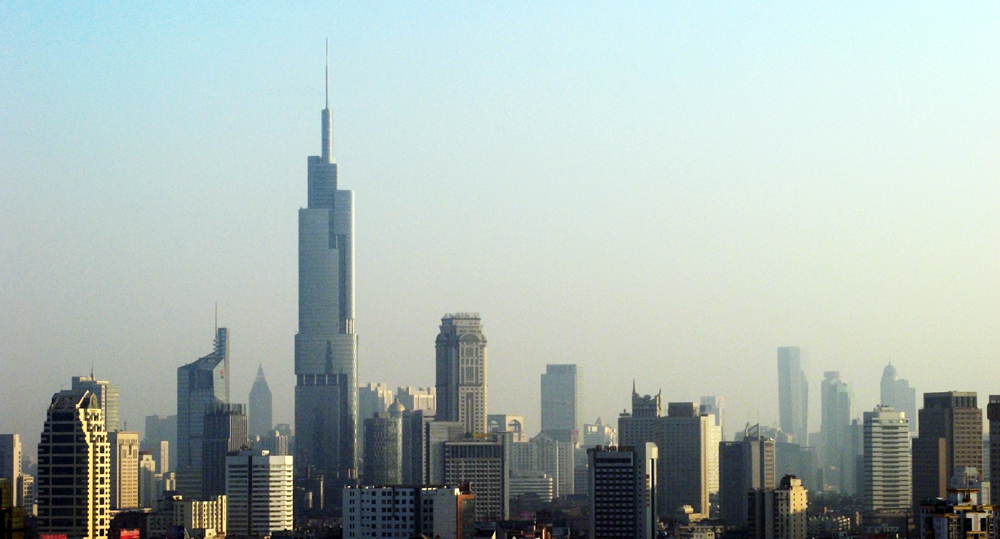
南京市鼓楼区

## 经济

### 总体概况
江苏自古以来为中国较富庶的地区。春秋后期，富强的吴国曾经称霸中原；三国时，东吴的经营使得江苏地区大大缩小与中原地区的差距；唐代安史之乱以后，逐步赶超中原地区。明清时，江苏经济文化达到巅峰，位居中国最前列。陸遊曾經表示“苏湖熟，天下足”。江苏是中国近代轻纺工业发展较早的地区。现今其工业门类齐全，支柱包括机械电子、石油化工、纺织、食品、轻工、建材工业等。传统优势产业为纺织和食品工业。江苏是中国重要的农业区之一，著名的“鱼米之乡”。
近现代以来，上海自江苏析出，随着上海的崛起，江苏地位有所下降。1989年以来江苏经济总量被广东超越。但总体上，江苏经济一直保持稳步向前的势头，更因经济强劲而获得“苏大强”的称号。
一方面，改革开放以来江苏经济总量和人均占有量均居中国内地前列。2007年开始，江苏GDP总量稳居第2位；2009年开始人均GDP前移至第4位，仅次于津沪京。江苏一直保持高速经济增长，1979 - 2008的30年，经济总量增加123倍（基于现价），年均增速（不变价，基于内地平均物价水平推算）达到11.27%，增速仅次于浙江、福建、内蒙古和山东居第5位。2011年，江苏省GDP总量达到48,604亿元（初步核算值），占内地GDP总量的10.31%。按国际汇率折合7,525亿美元，2011年江苏GDP总量超过同期瑞士的6,361亿美元，逼近土耳其7,781亿美元的GDP水平。按购买力平价推算，2011年江苏GDP达到11,647亿国际元，超过同期印尼11,246亿国际元GDP总量，直逼加拿大的13,961亿国际元GDP水平。2011年江苏人均GDP达到61,649元；折合9,545美元，逼近同期马来西亚人均9,700美元水平；按购买力平价折算，人均达到14,773国际元，高于同期墨西哥人均14,610国际元的水平。另一方面，江苏省的人均可支配收入与人均GDP的比值较低（一些学者将其称为“GDP含金量”），显示出经济发展过程更多是依赖投资拉动。
2021年江苏省人均GDP达到13.7万元，折合约2.13万美元，超过斯洛伐克，拉脱维亚等发达国家，逼近葡萄牙，捷克等国家，成功突破“初級发达国家门槛”。

### 地区差异

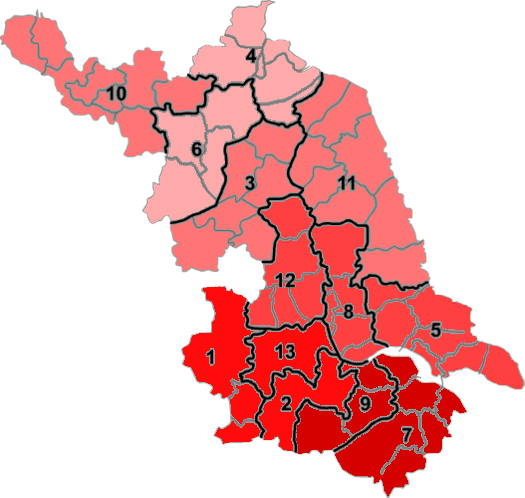
2015年，江苏各地级行政区人均国内生产总值分布图。人均生产总值最髙的地区依次为苏州、无锡、南京、常州（深色区域）。图中可见江苏北部的產業結構相对於南部较为落后

总体上，江苏省经济位居全国前列，是全国唯一全部地级市均能进入GDP百强的省份，但省内经济也存在差距，南部的经济发展程度高于北部。其中苏南地区，经济水平长期位居全国前列；苏北沿江地区的扬州、南通也远高于全国平均水平；北部则略高于全国平均水平。2021年，苏南五市人均GDP为2.89万美元，苏中三市人均GDP约2.1万美元，苏北五市人均GDP1.43万美元，有着显著的地区性差异。但较国家整体而言，即便是相对经济发展较差的苏北地区也明显高于国家平均水平（人均GDP1.28万美元）。

### 苏南模式
人民公社化时期，苏南人民就在集体副业的基础上发展出“社队企业”，为本地农民提供简单的生产、生活物资。70年代末，这些社队企业开始生产一些农机具，成为集体工厂。
改革开放以后，上海一些技术工人利用节假日来到苏州、无锡、常州、南通等地，给这些苏南工厂带来技术和管理经验，同时由于当时物资短缺，集体企业拥有信贷优势，因此发展十分迅速，一时间苏南经济发展位于全国最前列。
80年代末、90年代初，随着市场竞争加剧，苏南模式显示出所有权不清晰、政企不分的弊端，随后通过10余年艰难的改制，逐步转型为私营企业或股份制企业。
苏南模式包括的地区为传统的苏州、无锡、常州以及经济发展同样侧重民营经济的南通，著名的中国大陆学者、社会活动家费孝通先生提出苏南模式构想时将这四个城市称呼为“苏南四市”。

## 交通

### 航空

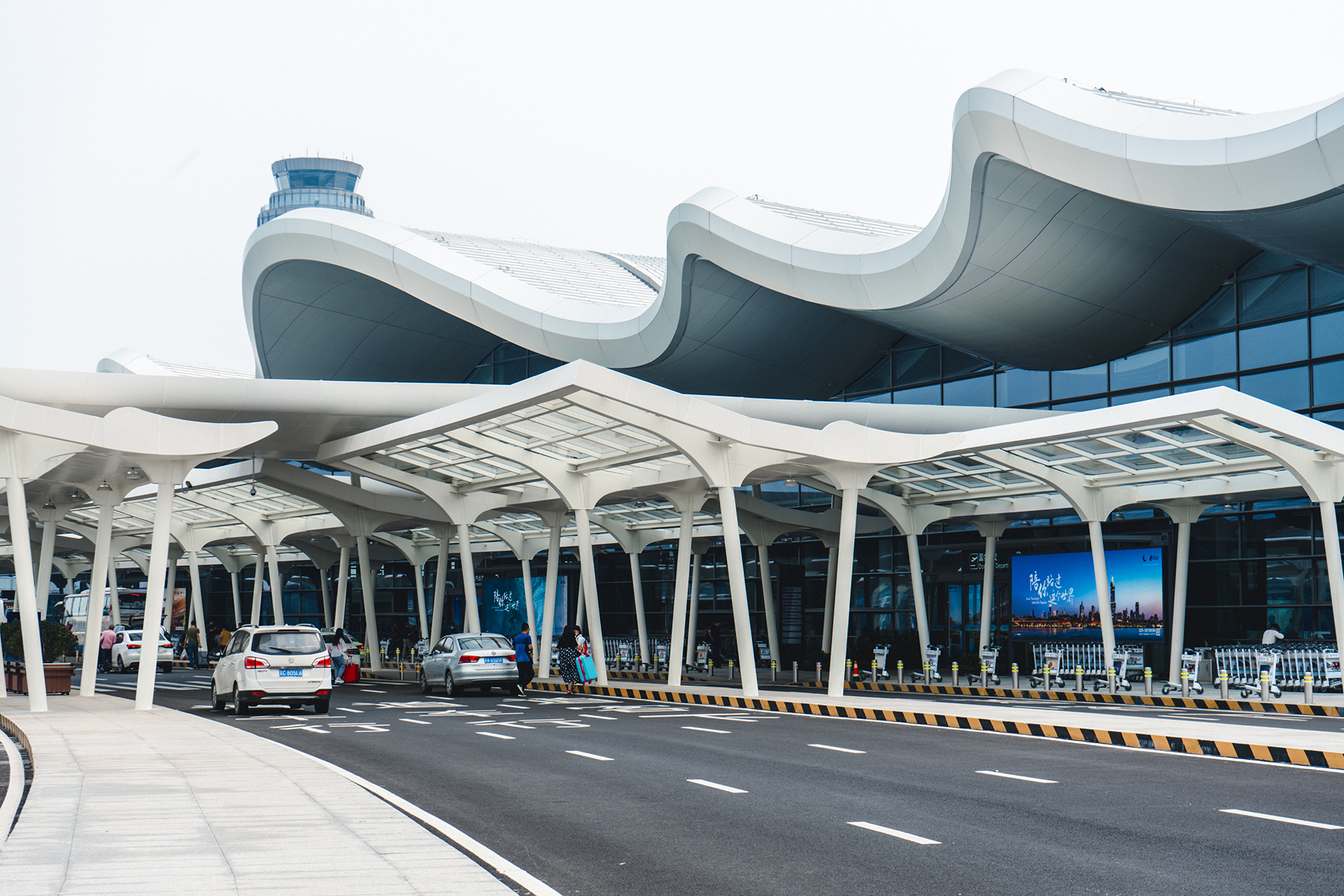
南京禄口国际机场

目前，江苏省已建成多个民用机场，国内航线基本覆盖全国，国际航线主要飞往东南亚。
- 国际机场：南京禄口国际机场、徐州观音国际机场、苏南硕放国际机场、常州奔牛国际机场、南通兴东国际机场、扬州泰州国际机场、盐城南洋国际机场、连云港花果山机场、淮安涟水机场
- 军用机场：南京大校场机场、苏州光福机场、如皋机场

### 铁路

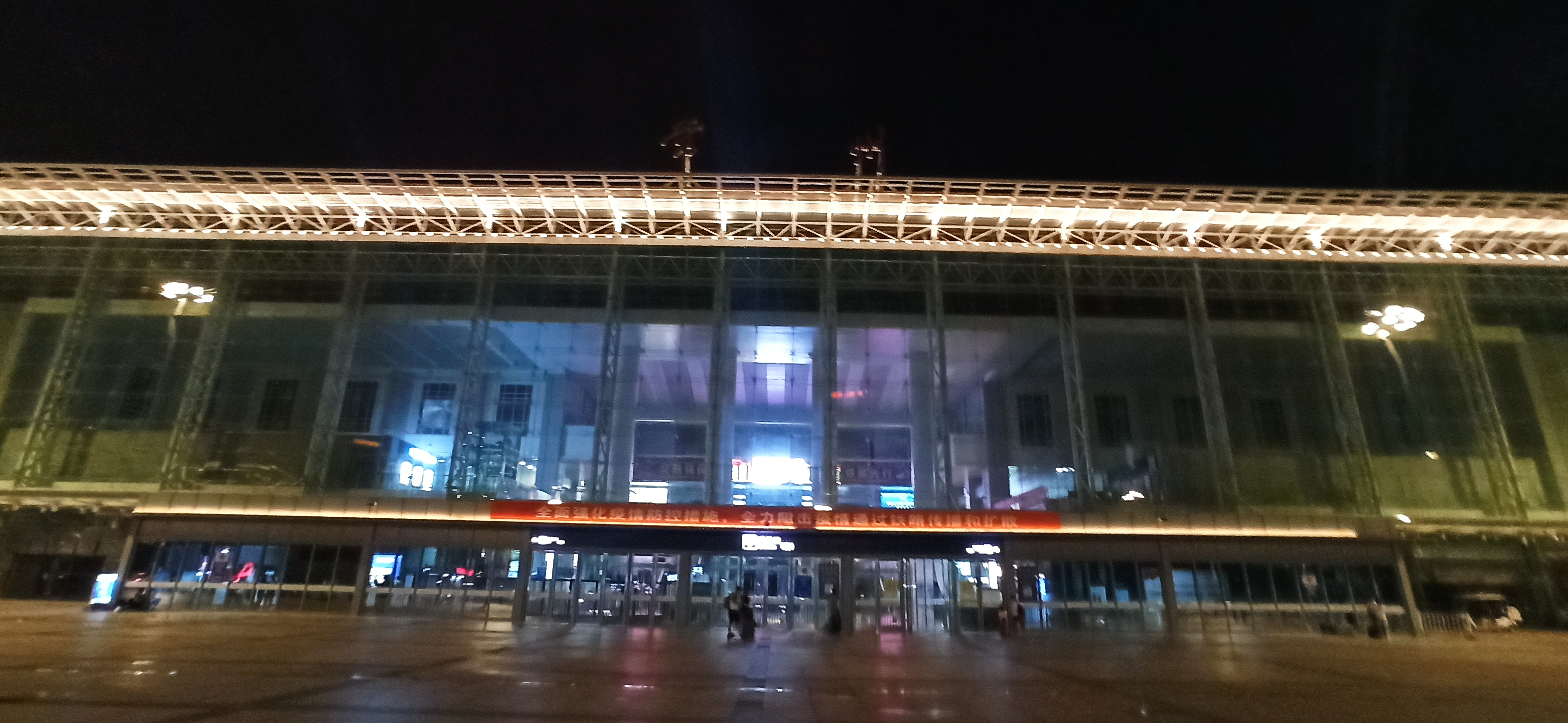
常州火车站

京沪铁路、陇海铁路两条铁路干线经过江苏省。京沪铁路主要呈东西向穿越江苏的南部，陇海铁路也呈东西向经过江苏的最北部的徐州和连云港，徐州则为两大干线交汇的枢纽。京沪铁路南京至上海段为中国最繁忙的铁路之一，高峰时段平均每5分钟就有列车通过。
江苏虽然是中国经济发达的省份之一，不过铁路交通则长期滞后，除了上述清末民初建成的2大干线之外，省内大片地区，尤其是江北大部分地区，远离铁路线，阻碍经济的发展。2000年以后，新长铁路、宁启铁路陆续通车，改变上述状况，但这两条铁路建成时都是单线非电气化铁路，无法满足江苏的铁路客运需求，宁启铁路自2009年开始复线电气化改造，直到2016年完成。另外，江苏省的跨江铁路桥只有2座且都在南京，即1968年建成的南京长江大桥和2009年合拢的南京大胜关长江大桥。虽然一些货运列车可通过新长铁路于靖江—江阴处轮渡过江，但其他列车均需绕道南京过江。
2010年后，江苏铁路建设速度明显加快，以高速铁路为例：2010年7月1日，沪宁高速铁路通车，2011年6月30日，京沪高速铁路通车，2013年，宁杭高速铁路通车运营，2018年12月26日，青盐铁路建成通车，2019年12月16日，徐盐客运专线建成运营，2020年，沪苏通铁路、连镇客运专线、盐通高速铁路相继建成通车，江苏铁路发展迎来集中收获期，江苏省高速铁路运营里程从全国十余名开外跃居全国第四名。2021年2月，连徐客运专线建成通车。另外江苏省还有沪宁沿江高速铁路、通苏嘉甬铁路、宁淮城际铁路、盐宜高速铁路、如通苏湖城际铁路、北沿江高速铁路在建或规划。

#### 高速铁路
现有京沪高速铁路、 沪宁城际铁路、 宁杭客运专线、 宁安客运专线、连镇客运专线、徐盐客运专线、盐通高速铁路、连徐客运专线、沪苏湖铁路等铁路干线处于江苏省内。

### 公路

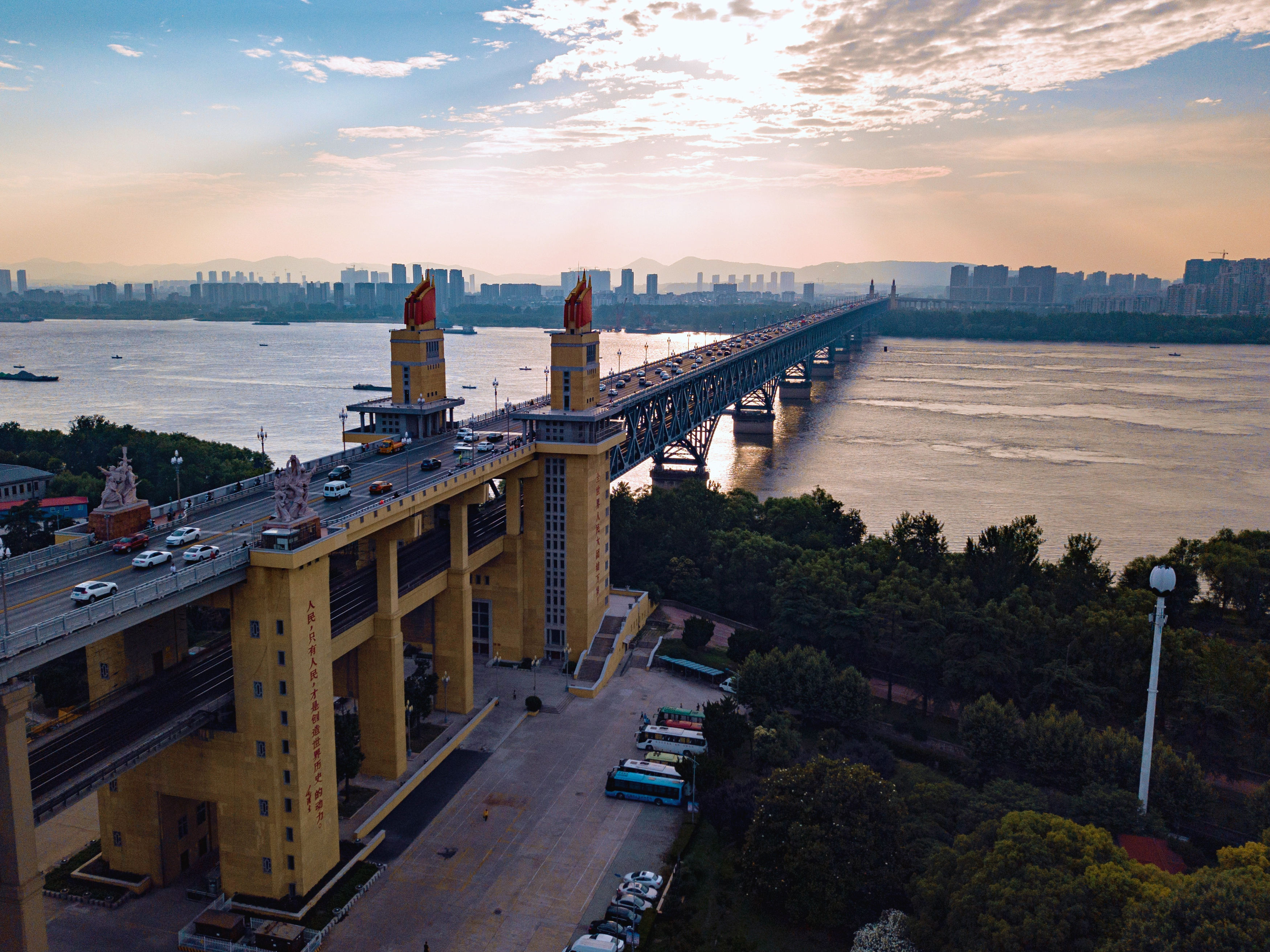
南京长江大桥

江苏高速公路布局方案图
国家高速: 放射线 纵线 横线 (其中细线为并行线/联络线)
省级高速:

截止2011年底，江苏省公路总里程为152247公里。其中高速公路里程为4122公里，居全国第5位，高速公路密度高居全国各省区首位。其中：
- 连霍高速公路、 沪陕高速公路、 沪蓉高速公路横贯东西；
- 沈海高速公路、 京沪高速公路、 长深高速公路纵穿南北；
- 宁洛高速公路连接南京和洛阳两城市；
- 沪渝高速公路自上海经苏州入浙江；
- 京台高速公路自山东经徐州入安徽；

此外还有多条国道和省级高速公路。

### 水运
江苏省东濒黄海，长江和京杭大运河呈十字形贯穿全省，太湖平原和里下河平原水网密布，水运历来在江苏省的交通体系中占有重要地位，江苏省绝大部分城市历史上均是依托水运优势得以发展繁荣。该省主要港口有苏州港、连云港港、南通港、南京港、镇江港、江阴港等，苏州港（包括太仓、常熟和张家港三个港区）是全省最大的港口，亦为中国大陆内河航运第一大港。位于苏州太仓市浏河镇的苏州港太仓港区刘家港是郑和下西洋时起锚母港，现在是全国最大的内河渔港，江苏最大的渔业港。

### 过江通道
由于长江流经江苏省腹地，过江通道的建设对于江苏的交通体系至关重要。已经建成的通道有（从西向东）：

| 名称                                 | 类型             | 通车时间   |
| ------------------------------------ | ---------------- | ---------- |
| 南京大胜关长江铁路大桥               | 铁路桥           | 2011年1月  |
| 南京大胜关长江公路大桥(南京长江三桥) | 公路桥           | 2005年10月 |
| 南京江心洲长江大桥(南京长江五桥)     | 公路桥           | 2020年12月 |
| 南京地铁10号线过江通道               | 铁路（地铁）隧道 | 2014年7月  |
| 南京应天大街长江隧道                 | 公路隧道         | 2010年5月  |
| 南京定淮门长江隧道(南京扬子江隧道)   | 公路隧道         | 2016年1月  |
| 南京长江大桥                         | 公路、铁路两用桥 | 1968年9月  |
| 南京地铁3号线过江通道                | 铁路（地铁）隧道 | 2015年4月  |
| 南京八卦洲长江大桥(南京长江二桥)     | 公路桥           | 2001年3月  |
| 南京栖霞山长江大桥(南京长江四桥)     | 公路桥           | 2012年12月 |
| 润扬长江大桥                         | 公路桥           | 2005年4月  |
| 五峰山长江大桥                       | 公路、铁路两用桥 | 2020年12月 |
| 泰州大桥                             | 公路桥           | 2012年11月 |
| 江阴长江大桥                         | 公路桥           | 1999年9月  |
| 沪苏通长江公铁大桥                   | 公路、铁路两用桥 | 2020年7月  |
| 苏通长江大桥                         | 公路桥           | 2008年6月  |
| 崇启大桥                             | 公路桥           | 2011年12月 |

### 轨道交通

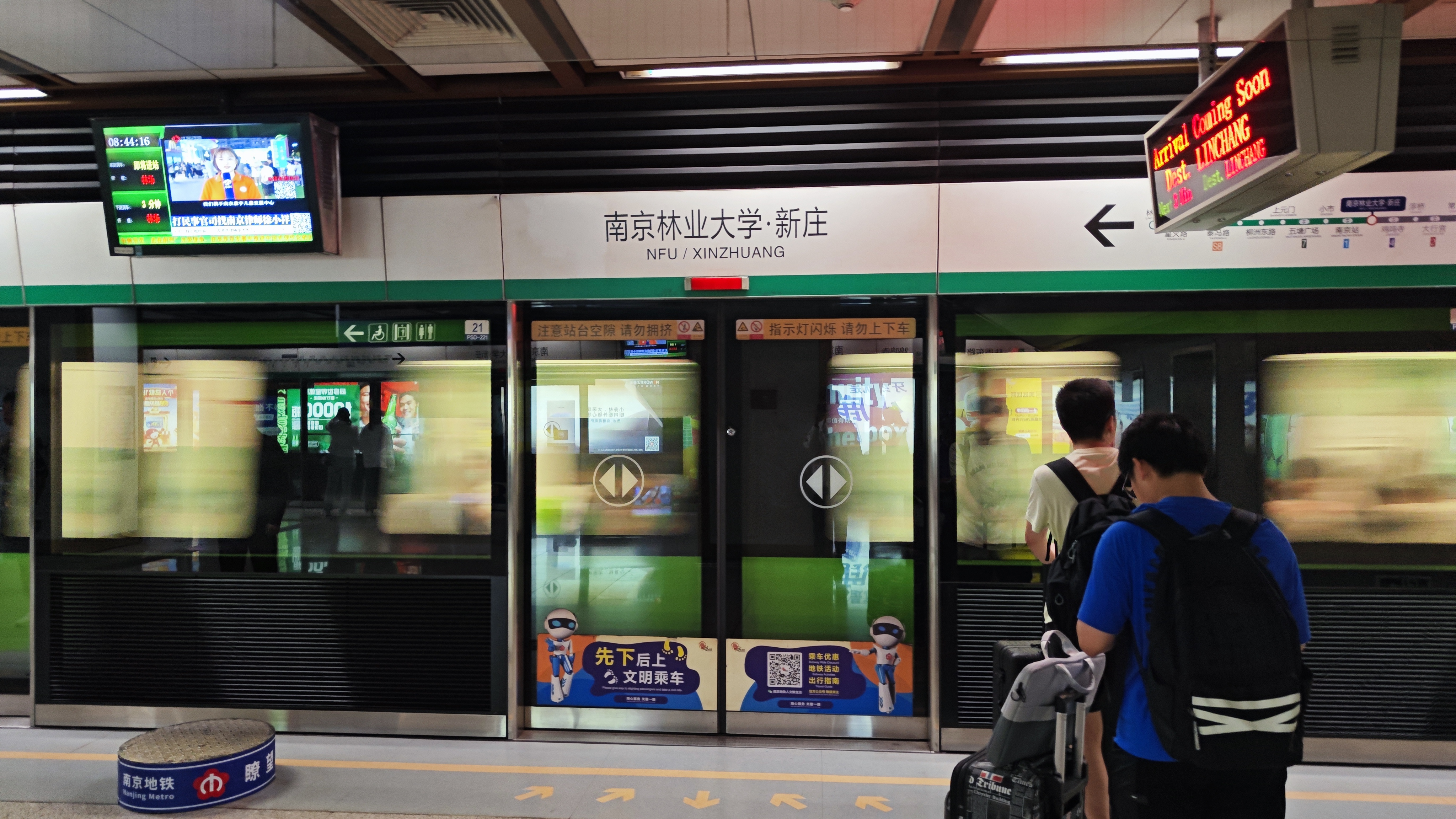
南京林业大学·新庄站

截至2025年3月，江苏的南京、苏州、无锡、常州、徐州和南通6个城市拥有独立的轨道交通系统，另外上海地铁的一部分延伸到昆山（苏州下辖县级市）、南京地铁的一部分延伸到句容（镇江下辖县级市）。
南京是中国大陆第六个建成并运营地铁的城市。南京地铁首条线路于2005年9月3日开通，至2023年6月底有13条线路、223座车站（含换乘站），运营里程约507.95公里。
苏州轨道交通于2012年4月28日开通，至2023年6月有6条线路、181座车站，运营里程约252.1公里。另外，2013年10月，上海地铁11号线跨省延伸至苏州昆山花桥镇花桥站，是全国首条跨省地铁。
无锡地铁于2014年7月1日开通，至2021年12月有4条线路、87座车站，運營里程約114.8公里。
常州地铁于2019年9月21日开通，至2021年6月有2条线路、43座车站，運營里程約54.03公里。
徐州地铁于2019年9月28日开通，至2021年6月有3条线路、51座车站，運營里程約64.347公里。
南通地铁1号线、2号线的建设计划分别在2013年和2014年获得国家发改委批准，均已全面开工。其中轨道交通1号线已于2022年11月10日开通运营，南通轨道交通有28座车站，運營里程約39.182公里。
宁句城际铁路于2021年12月28日开通，正线全长43.7公里，镇江市（句容段）共5座车站。这是江苏省首条省内连接县级市的轨道交通。

## 文化

### 地域文化
江苏在地域文化上有“吴韵汉风”之说，经历文化重心从汉唐以前的江淮地区到唐宋以后的江南地区的转移。苏州，无锡，常州地区属于吴文化；南京属金陵文化；扬州，镇江（除丹阳），泰州，盐城，淮安，南通，连云港南部，宿迁（除市区）属江淮文化；徐州，宿迁，连云港北部二县则属北方中原文化地区。

### 語言
江苏省主要的方言分别是江淮官话、吴语、中原官话和胶辽官话。江淮官话分布于南京（除溧水南部、高淳）、扬州、淮安、盐城、镇江（除丹阳）、泰州（除靖江）、南通（除开发区、通州区、启东、海门）、连云港（除赣榆）、宿迁（除市区）等江苏省大部分地区。吴语，主要分布在以苏州、无锡、常州、南通为核心的东南部地区；中原官话，分布于西北部的徐州全市、宿迁市区；胶辽官话，仅存在于东北角的连云港市赣榆区。需要说明的是南通市区，丹阳市（隶属镇江市）东部地区、常州市金坛区西部属于吴淮混合方言；此外，苏南部分地区形成客籍方言岛，如闽南语、河南话等。

### 饮食
由于地域文化的差别，江苏菜系众多，各地风味差别很大，最著名的有淮扬菜、金陵菜、苏帮菜、徐海菜，其中淮扬菜是江苏菜系的代表。此外江苏风味独特的各地小吃亦驰名中外，如南京小吃、苏州小吃、扬州小吃。
淮扬菜流行于淮安、扬州、镇江三地，并覆盖泰州、盐城、南通等地区，为中国四大菜系之一，以清淡、营养、美味、美观深受海内外食客喜爱，至今许多国宴仍以淮扬菜为主角，在刀工、选料、造型、火候上要求格外严谨。
金陵菜又称京苏菜或京苏大菜，指以南京为中心，一直延伸到江西九江的地方风味。金陵菜起源于先秦，隋唐已负盛名，至明清成流派。金陵菜原料多以水产为主，注重鲜活，刀功精细，善用炖、焖 、烤、煨等烹调方法，口味平和，鲜香酥嫩。
苏帮菜则流行于名城苏州等，以用料上乘、鲜甜可口、讲究火候、浓油赤酱为特色，是江南传统主流菜系之一。
徐海菜是自江苏省徐州向东沿陇海铁路至连云港一带地方风味菜。

### 戏剧
江苏戏曲艺术传统深厚，戏曲剧种现存20余个，主要有昆曲、淮剧、锡剧、苏剧、扬剧、淮海戏、柳琴戏等。中国最古老的剧种之一“昆曲”发源于崑山市，被誉为“百戏之祖”，2001年被联合国教科文组织列为“人类口述和非物质文化遗产代表作”。江苏是戏剧大师汤显祖的第二故乡，是其“临川四梦”起航之地，诞生过以梅兰芳、周信芳等为代表的戏曲表演艺术大师，其中梅兰芳为“四大名旦”之首。小剧种主要有海门山歌剧、通剧、丹剧、海州童子戏、徐州丁丁腔、洪山戏、淮红戏、高淳阳腔目连戏。外来剧种主要有京剧、越剧、徽剧、沪剧、黄梅戏、吕剧等。新兴剧种中滑稽戏影响较大，流行广泛。泰兴、扬州等地的木偶戏也以其历史较久、艺术手段丰富而名扬海内外。已列入国家级非物质文化遗产项目有：昆曲、苏剧、扬剧、锡剧、盐城的淮剧、淮安和连云港的淮海戏、南通的童子戏、徐州梆子、徐州市柳琴戏、扬州市杖头木偶戏等。全省各地在历史上产生过大小曲种50余种，现尚存有近20余种。被列入国家级非物质文化遗产名录的有：苏州评弹（苏州评话、苏州弹词），扬州评话，扬州弹词，扬州清曲，徐州琴书，南京白局。

### 绘画

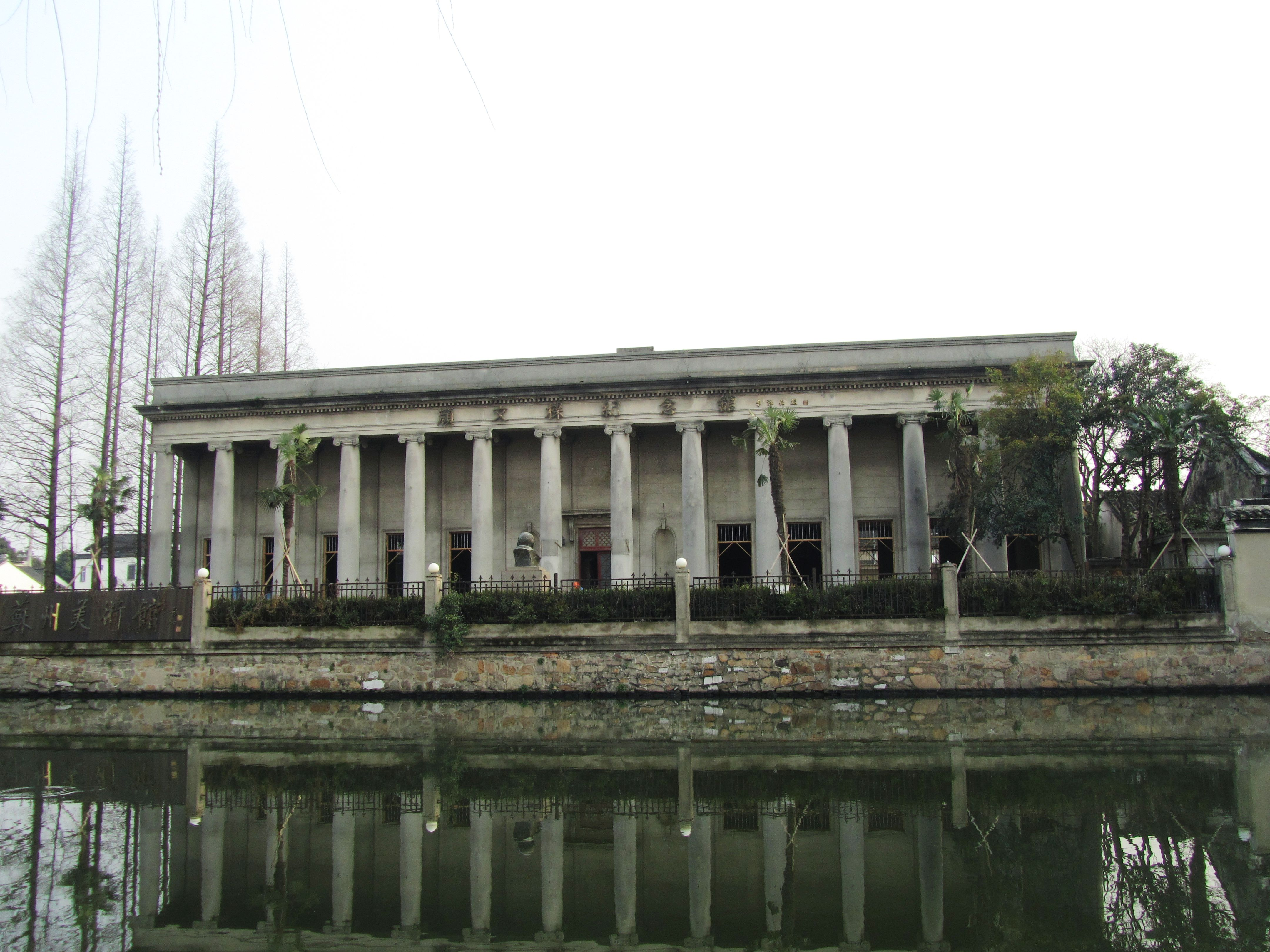
蘇州美術專科學校舊址，現為顏文樑紀念館

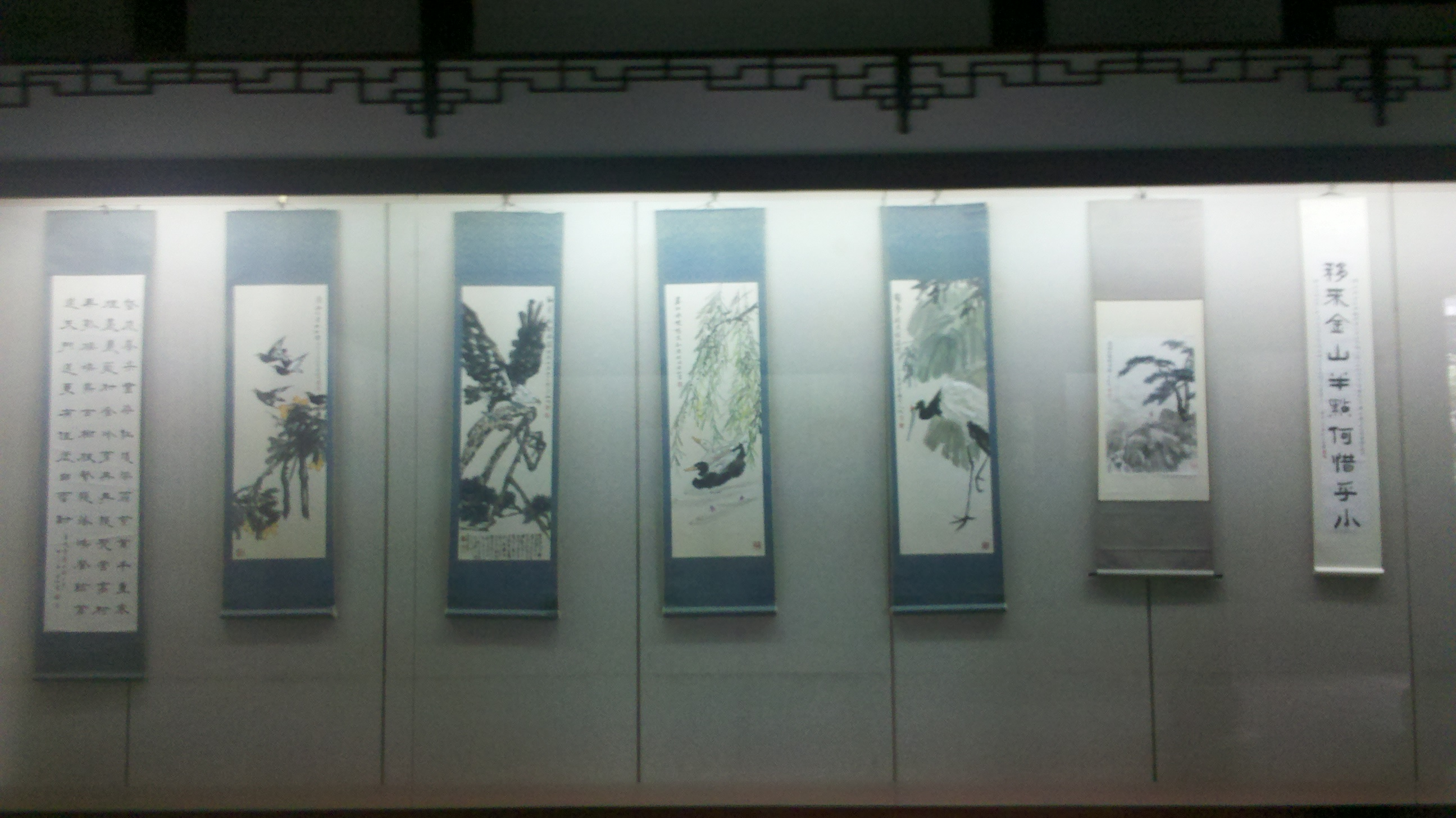
扬州八怪的书画作品

江南地区的绘画很大程度上塑造传统的中国形象，江苏也是优秀诗书画艺术作品的高产地，中国书法和绘画先驱顾恺之便生于江苏。而江南各画派，尤以山水闻名，如五代之巨然，元季之倪瓒、黄公望，有明之王绂、夏昶等，均为山水大家，又如近现代的徐悲鸿、颜文樑、朱士杰、刘海粟、吕凤子、吴冠中、方召麐等，可说江苏书画史几乎构成一部浓缩的中国书画史。主要画派有明末清初活跃于南京地区的金陵画派，清代中晚期活跃于镇江的京江画派，明代沈周、文征明创立的吴门画派以及清代乾隆年间活跃于扬州画坛的革新派画家扬州八怪。

### 学术、政治
明朝时期江苏地区曾出现多个政治学术团体。嘉靖五年（1526年），王艮应泰州知府王瑶湖之聘，主讲于安定书院，宣传“百姓日用即道”，開始泰州学派的创立之先河。发端於陽明學派，被稱為“左派王學”。东林党是明朝末年以江南文官为主、各省士林相依附而成的一个儒家政治集团。雏形是徐階的「江南官僚集團」，於萬曆年間初見。明朝末期崇祯初年復社创建，初期的成員多是江南一带的讀書人，後來發展為全國性社團，前后入会者超过兩千人。复社以“兴复古学”为号召，故而得名，又因為早期成員多為東林黨人的後裔，號稱「小東林」。主要成员有黄道周、顾炎武、黄宗羲等。

## 旅游
江苏风景名胜以“青山衬秀水、名园依古城”驰名中外，自然景观“山水组合、以水见长”。
全省共有4处世界遗产（3处文化遗产及1处自然遗产）、5处国家重点风景名胜区、13座国家历史文化名城、4座省级历史文化名城、19座中国历史文化名镇、122处全国重点文物保护单位（含京杭大运河的江苏段）、645处省级文物保护单位
- 世界遗产：苏州古典园林、明清皇家陵寝—明孝陵、大运河—京杭大运河江苏段、中国黄（渤）海候鸟栖息地（第一期）
- 国家历史文化名城：南京、苏州、扬州、淮安区、南通、镇江、常熟、徐州、宜兴、无锡、泰州、常州、高邮
- 省级历史文化名城：高邮、兴化、江阴、高淳
- 中国历史文化名镇：昆山市周庄镇、吴江市同里镇、苏州市甪直镇木渎镇、太仓市沙溪镇、姜堰市溱潼镇、泰兴市黄桥镇、昆山市千灯镇、东台市安丰镇、昆山市锦溪镇、江都市邵伯镇、海门市余东镇、常熟市沙家浜镇、苏州市吴中区东山镇、无锡市锡山区荡口镇、兴化市沙沟镇、江阴市长泾镇、张家港市凤凰镇、南京市高淳区淳溪镇。

| 位置       | 风景名胜区            | 简介 |
| ---------- | --------------------- | --- |
| 无锡、苏州 | 太湖风景名胜区        | 太湖烟波浩渺，沿湖有无锡山水、苏州园林、古吴名迹、宜兴洞天世界，以洞庭东山、西山、马迹山、三山、尾头浩为最著。 |
| 南京       | 钟山风景名胜区        | 包括紫金山、玄武湖、明代城垣，景区内有明孝陵、中山陵、梅花山、孙权墓、紫金山天文台等景观。                     |
| 连云港     | 云台山风景名胜区      | 以山水岩洞为特色，其中花果山因结缘《西游记》而闻名海内外。                                                     |
| 扬州       | 蜀冈-瘦西湖风景名胜区 | 由瘦西湖、蜀岗名胜、唐子城、笔架山、绿杨村等组成。瘦西湖是全国著名的湖上古典园林群之一。                       |
| 镇江       | 三山风景名胜区        | 由金山、焦山、北固山组成，三山沿江屹立。                                                                       |

国家5A级旅游景区共23个：南京市钟山风景名胜区—中山陵风景区、南京市夫子庙-秦淮河风光带景区、苏州市苏州园林（拙政园、留园、苏州市周庄古镇景区、苏州市金鸡湖景区、苏州市同里古镇景区、苏州市吴中太湖旅游区、苏州市虎丘山风景名胜区、苏州市沙家浜·虞山尚湖旅游区、无锡市灵山大佛、无锡市中央电视台无锡影视基地-三国-水浒景区、无锡市太湖鼋头渚风景区、常州市中国春秋淹城旅游区、常州市环球恐龙城、常州市天目湖旅游度假区、镇江市三山景区、镇江市句容茅山景区、扬州市瘦西湖风景区、南通市濠河名胜风景区、泰州市溱湖国家湿地公园、淮安市周恩来故里旅游景区、盐城市大丰中华麋鹿园景区、徐州市云龙湖景区、连云港市花果山景区。

## 社会

### 教育
江苏是传统中国教育大省，自古便重视教育，同时也人才辈出。2010年全省拥有普通高校124所，本专科在校生164.9万，研究生在校生12.6万。普通高校数和在校人数均居全国首位。普通高中在校生135.7万，普通初中在校生233万，小学生人数398.8万。

#### 高等教育
江苏有2所985工程高校（南京大学和东南大学，其中南京大学是全国最早进入首批985工程9所重点建设高校之一），11所211工程高校，10所中央部委直属高校。江苏的国家重点学科（89个）、两院院士（88位）、一级学科博士授权单位，一级学科博士授权专业、博士点、硕士点、国家重点实验室等数量均居全国第二位。

### 宗教
江蘇宗教
江苏省佛教、道教、伊斯兰教、天主教、基督新教五大宗教齐全。全省有信教群众570多万人，各类宗教教职人员9千多人，有5名宗教人士担任全国宗教团体的负责人。全省登记的宗教活动场所6100多处，其中寺观教堂940多处。有五星级宗教活动场所39处，经国务院批准的佛教全国重点寺庙13处。全省列入文物保护单位的宗教活动场所182个（其中国家级9个、省级36个、市级87个）。全省有各级爱国宗教团体 246个，宗教院校9所，其中基督教的金陵协和神学院是基督教唯一的全国性院校，佛教的中国佛学院栖霞山分院、灵岩山佛学分院、江苏神学院等院校在全国都有一定影响。根據2007年和2009年進行的調查，江蘇有16.67％的人口有崇拜祖先，3.5％的人口是基督徒。報告沒有提供其他宗教的統計數字；80.69％的人口無宗教或信奉中國民間宗教，佛教，儒教，道教和伊斯蘭教。

#### 佛教
江苏佛教，始于东汉，后逐渐遍布江苏各地。南北朝时，江苏寺庙林立，有“南朝四百八十寺”之说。隋唐年间，高僧辈出，扬州鉴真和尚不畏艰险，东渡日本，传播佛教律宗和中国文化。目前，全省约有佛教信众190多万，有佛教活动场所1139处，其中全国重点寺院13所，五星级寺院21所；7所经批准开办的佛教院校。

#### 道教
江苏为道教文化发源地之一，茅山道派影响深远。晋代葛洪在茅山撰《抱朴子》、《肘后备急方》等书，系统整理神仙长生思想、神仙方术和医方。刘宋朝陆修静在建康崇虚观编定最早的道经总目《三洞经书目录》。

#### 天主教
明万历二十七年（1599年），意大利耶稣会传教士利玛窦将天主教传入江苏，在南京正阳门（今光华门）里建立教士住院及附属小堂，其他城市也陆续建立教堂。清乾隆以后，江苏天主教传教活动进入低谷。1840年后，苏州、无锡、南通地区的天主教恢复公开活动并有所发展，并且发展到徐州等地区，外国传教士相继开办了一批中小学、孤儿院、医院等社会慈善机构。1949年，天主教在江苏设有南京、苏州、海门、徐州4个教区及海州、扬州两个监牧区,教徒24万人。

#### 基督新教
基督新教在江苏的发展最早开始于19世纪中叶的清朝后期，来自英美的传教士于1843年在通商口岸上海立足后，美北长老会、内地会、监理会、美南浸信会、美南长老会、美以美会、基督会、贵格会等教派，于1860年代至1880年代逐渐进入苏州、扬州、镇江、南京、清江浦五座城市，自1890年以后又逐渐扩展到全省，先后有30个基督教派在江苏活动。到20世纪中，基督新教在江苏经历了较大的发展，发展到拥有5万信徒。现在基督新教在江苏逐渐恢复发展，基督徒也逐渐成长。2015年底，全省共有信徒约240万人。现有金陵协和神学院和江苏神学院两所宗教院校，其中金陵协和神学院由基督教全国两会所办；江苏神学院设有泗洪校区和苏州办学点。南京爱德印刷公司是世界最大的《圣经》印刷厂，目前已印刷各类《圣经》超过1亿册，出口世界上许多国家，在世界基督教中有较大影响。

#### 伊斯兰教
早期伊斯兰教从海路传入江苏。相傳穆罕默德于唐武德年间派四大贤人来中国传教，其中“二贤”传教于扬州，距今已有1300多年，是伊斯兰教最早传入中国的地区之一。但若深考究，此疑为教徒自我标榜而成的讹传——武德年号使用为618年五月至626年十二月，而公元622年穆罕默德才迁至麦地那，直到公元632年后《古兰经》都才开始陆续编纂成形。大约650年，伊斯兰教才传播到阿拉伯半岛以外的波斯、黎凡特及北非，可见这种说法不屬實。宋代，穆罕默德十六世裔孙普哈丁到扬州传教，建清真寺一座即今仙鹤寺，是江苏现存最古老的清真寺，距今有700多年历史。明代，朱元璋定都南京后，南京回族人口大增，朱元璋于洪武元年（1368年）敕建净觉寺于三山街。目前，全省有21万多在籍穆斯林，约18万流动穆斯林，主要来自青海、甘肃、新疆等地。
| - 揚州武當行宮 - 無錫祥符禪寺 - 南京天妃宮 - 南京栖霞寺 - 南京江蘇路基督教堂 - 南京清真寺-淨覺寺 |

## 国际友好省份
| 国家     | 省州                | 结交时间       |
| -------- | ------------------- | -------------- |
|          | 维多利亚州          | 1979年11月18日 |
| 日本     | 爱知县              | 1980年7月28日  |
|          | 江原道              | 1984年11月8日  |
| 加拿大   | 安大略省            | 1985年11月21日 |
| 美国     | 纽约州              | 1989年4月21日  |
| 英国     | 埃塞克斯郡          | 1992年7月16日  |
| 德国     | 北莱茵-威斯特法伦州 | 1992年8月1日   |
| 義大利   | 托斯卡纳大区        | 1992年9月18日  |
| 日本     | 福冈县              | 1992年11月4日  |
| 巴基斯坦 | 旁遮普省            | 1993年12月28日 |
| 德国     | 巴登-符滕堡州       | 1994年4月23日  |
| 荷蘭     | 北布拉邦省          | 1994年9月9日   |
|          | 全北特别自治道      | 1994年10月27日 |
| 巴西     | 米纳斯吉拉斯州      | 1996年3月27日  |
| 越南     | 同奈省              | 1998年3月30日  |
| 義大利   | 威尼托大区          | 1998年6月22日  |
| 瑞典     | 东约特兰省          | 1999年3月22日  |
| 俄羅斯   | 莫斯科州            | 1999年8月20日  |
| 比利时   | 那慕尔省            | 2000年5月7日   |
| 南非     | 自由邦省            | 2000年6月7日   |
| 波蘭     | 小波兰省            | 2000年11月16日 |
| 芬兰     | 南芬兰省            | 2001年5月11日  |
| 哥伦比亚 | 大西洋省            | 2001年6月4日   |
| 马来西亚 | 馬六甲州            | 2002年9月18日  |
| 阿根廷   | 科尔多瓦省          | 2006年8月18日  |
| 墨西哥   | 下加利福尼亚州      | 2006年8月23日  |
| 美国     | 加利福尼亚州        | 2011年7月18日  |
| 瑞士     | 沃州                | 2017年1月20日  |

## 书籍
- 王越, , 北京新学堂网络科技有限公司, 2014  [2017-04-10], ISBN 7509410142, （原始内容存档于2017-04-10）